# Giacomo Panicucci
Giacomo Panicucci (Piombino, 1985) è un poeta italiano.

## Biografia
Nato a Piombino, ha studiato Lettere presso l'Università di Pisa. Compone canzoni e suona il violino. Con la sua prima raccolta di versi, Suite di prose liriche, ha vinto il  Premio Letterario Camaiore nella sezione giovani, nel 2010, lo stesso anno in cui trionfavano, nella sezione internazionale, Ernesto Cardenal e il premio Nobel per la letteratura Seamus Heaney.

## Opere
- Suite di prose liriche (Genesi Editrice, Torino, 2009) (Premio Letterario Camaiore - opera prima 2010)
- Miraggi - Liriche musicali (Minerva Edizioni, Bologna, 2022)

## Discografia
- Canzoni Orfiche (la poesia di Dino Campana) [2CD] - con il gruppo Vento dell'Altrove - (Materiali Musicali, 2018)
- A che punto è la notte? [CD] (RadiciMusic Records, 2021)